# Postpravda
Postpravda (anglicky posttruth) označuje situaci, kdy při vytváření představy o realitě převažují emoce nad ověřenými fakty. Toto slovo se nejčastěji používá ve spojitosti s politickou situací v druhé polovině desátých let 21. století, především tzv. brexitem a vítězstvím Donalda Trumpa v amerických prezidentských volbách v roce 2016. Během kampaně v obou případech nakládali politici s fakty kreativně ve svůj prospěch. Někdy se též používá výraz „Post-truth politics“.
Výraz posttruth byl slovníkem Oxford Dictionary označen za slovo roku 2016.